# Soldeu
Soldeu és un nucli de població del Principat d'Andorra situat a la parròquia de Canillo. L'any 2022 tenia 622 habitants. Ubicat en un pendent enfront de la confluència de la Valira amb la Vall d'Incles és a 1.826 m d'altitud, cosa que fa que sigui el poble més alt d'Andorra i dels Pirineus. Del principi del segle XX fins als anys 1930 ací acabava la carretera procedent de l'estat francès i Soldeu era l'unic poble d'Andorra que tenia una estació telegràfica francesa. Per a la gent de les valls, Soldeu era l'últim poble d'Andorra i gairebé la fi del món. Es curiosa la descripció que en fa Zamora, que si va allotjar el 25/26 de setembre de 1788, procedent d'Ordino, amb la intenció d'anar a veure les anelles de ferro que segons tradició Lluís el Pietós havia fixat a la muntanya de Juclar com a fermança de les llibertats atorgades als andorrans. Val a dir que ni zamora ni els seus acompanyants no pogueren atènyer el seu desig i després de vagar pels estanys de Juclar van haver de retornar a Soldeu mullats i amb roba i sabates malmeses. Cal dir que el tema de les anelles ha estat sempre molt popular i divulgat. El periodista Bladé creu que al segle XVIII encara hi eren. Potesr hom hi podria relacionar el costum de les comunitats pastorals dels Pirineus d'afitar amb anelles els límits dels seus territoris.
Segons l'il·lustre Zamora aleshores Soldeu era un lloc de sis a vint cases, amb una capella molt petita, sufragània de Canillo. Era lloc de molt bestiar, que s'enviava a hivernar a l'Urgell. Junoy diu, el 1838, que tenia uns cent habitants i Victorín Vidal, el 1866, diu que tenia vuit o deu cases. Zamora en el seu viatge a aquest poble es va allotjar a la casa de Josep Calbó i Areny, casa que recorda un mític general Calbó, fill de Soldeu, que militava en les tropes del rei francès Lluís XIV i en el qual el rei, es diu, tenia plena confiança, que no perdia mai cap plaça que ell defensava.

El 1963 les famílies Baró, Salvans i Torrallardona van crear les pistes d'esquí de Soldeu, posteriorment anomenades Soldeu-el Tarter. Amb el temps, el comú de Canillo i Credit Andorrà es van convertir en els accionistes majoritaris d'ENSISA, que després es fusionaria amb Pas de la Casa-Grau Roig, creant Grandvalira. El 1965 el Consell general de les Valls, va declarar l'esquí com l'esport nacional d'Andorra, i avui dia Soldeu s'ha transformat. A la població s'han construït blocs d'apartaments, hotels botigues i bars i un nou barri, de grans i noves edificacions, ha sorgit a poca distancia del poble a l'indret on comença la telesella que puja a les pistes, que s'inicien al pla dels Espiolets.